# 다론 말라키안
다론 말라키안(영어: Daron Malakian, 아르메니아어: Տարոն Վարդանի Մալաքյան 타론 바르타니 말라캰, 1975년 7월 18일 ~ )은 아르메니아계 미국인 록 음악가이다. 시스템 오브 어 다운의 기타리스트로 활동한 그는 시스템 오브 어 다운의 대부분의 곡들을 작곡하였으며, 보컬 부분에도 많이 참여하였다. 시스템 오브 어 다운이 활동을 중지한 이후로 프로젝트 밴드 스카스 온 브로드웨이를 결성하였으며, 시스템 오브 더 다운의 드러머 존 돌마얀도 밴드에 합류하였다.

## 어린 시절
다론은 미국 캘리포니아주 할리우드에서 이라크계 아르메니아인 아버지 바탄 말라키안(Vartan Malakian)과 이란계 미국인 어머니 사이에서 외아들로 태어났다. 다론은 어릴 적에 친척이 들려준 키스의 음악을 듣고 헤비 메탈에 심취하였다. 다론은 아이언 메이든, 주다스 프리스트, 오지 오즈번 등의 음악을 듣기 시작하였다. 그는 드럼을 연주하고 싶어하였으나, 그의 부모는 그 대신 기타를 사주었다. 10대가 된 그는 슬레이어, 베놈, 메탈리카, 판테라 등의 메탈 밴드들에게 심취하였다. 그는 비틀즈에 빠지기도 하였으며, 존 레논이 자신의 작곡에 큰 영향을 주었다고 밝혔다.

## 시스템 오브 어 다운
다론과 세르이 탄키안은 1993년 서로 다른 밴드의 멤버로 처음 만났다. 당시 세르이 탄키안은 당시 한 밴드에서 전자 키보드를 연주하고 있었으며, 다론은 다른 밴드에서 보컬로 활동하고 있었다. 그들은 1993년 소일(Soil)이라는 이름의 밴드를 결성하였고, 샤보 오다지안이 베이시스트를 맡았다. 소일이 해체되고 나서 이들은 시스템 오브 어 다운을 결성하고, 앤디 하차투리안을 드러머로 채용하였으며, 후에 드러머는 존 돌마얀으로 교체되었다.